# جين ويلسون
جين ويلسون (بالإنجليزية: Gene Wilson)‏ هو لاعب كرة قدم أمريكية أمريكي، ولد في 24 يونيو 1926 في أرب في الولايات المتحدة، وتوفي في 4 يوليو 2002 في هيوستن في الولايات المتحدة.

## وصلات خارجية
- جين ويلسون على موقع مرجع كرة القدم المحترفة.كوم (الإنجليزية)